# ميشيل كاساتو
ميشيل كاساتو (بالإيطالية: Michele Cossato)‏ هو لاعب كرة قدم إيطالي في مركز الهجوم، ولد في 28 أبريل 1970 في ميلانو في إيطاليا. شارك مع منتخب بادانيا لكرة القدم. أما مع النوادي، فقد لعب مع أتالانتا وفيورنتينا وكييفو فيرونا ونادي بيروجيا ونادي سيتاديلا ونادي فينيزيا ونادي مونتيكياري وهيلاس فيرونا.